# Biskupi Ciudad Obregón
Biskupi Ciudad Obregón – biskupi diecezjalni diecezji Ciudad Obregón.

## Biskupi

### Biskupi diecezjalni
| Lata urzędowania | Biskup | Biskup                                | Uwagi                                   |
| ---------------- | ------ | ------------------------------------- | --------------------------------------- |
| 1959–1967        |        | José de la Soledad Torres y Castañeda |                                         |
| 1967–1981        |        | Miguel González Ibarra                |                                         |
| 1982–1987        |        | Luis Reynoso Cervantes                | następnie biskup diecezjalny Cuernavaca |
| 1988–2005        |        | Vicente García Bernal                 |                                         |
| 2005–2009        |        | Juan Manuel Mancilla Sánchez          | następnie biskup diecezjalny Texcoco    |
| 2009–2020        |        | Felipe Padilla Cardona                |                                         |
| od 2020          |        | Rutilo Felipe Pozos Lorenzini         |                                         |